# Nicolas-Louis Robert
Nicolas-Louis Robert (Párizs 1761. december 2. – Dreux 1828. augusztus 8.) francia feltaláló. Az első síkszitás papírgyártó gép létrehozója, melyet 1799-ben szabadalmaztatott. Találmánya révén a papírgyártás kis üzemből, a kézzel készített merített papír korszakából nagyüzemmé alakulhatott és ez tette lehetővé a papír tömeges termelését és olcsósága révén a széles körű elterjedését.
A papírgyártás a technológia alapján két nagy korszakra osztható: a kézzel készített merített papír korszakára és a géppel készített papír korszakára. A 18. század végéig minden papír kézzel készült. Ezeknek nagyon jó volt a minősége, de már nem tudták kielégíteni a műszaki tudományok kibontakozásának, az ipari forradalomnak, és a gyári termelés ügyviteli rendszerének egyre nagyobb papírigényét. A papírlapot fémhuzalos merítőszitával, kézzel képezték, a 18. században még próbálkoztak a szita fejlesztésével, de a nagy áttörést Robert találmánya hozta. „A gépi papírgyártás első alkorszaka 1799-től 1845-ig tartott, amikor a papírt még változatlanul rongyból készítették.”

## Élete
Nicolas-Louis Robert szülei egy kis, szerény házban laktak Párizs második kerületében, a Neuve Saint-Eustache-ben. Itt született 1761 decemberében. Születésétől fogva gyenge és beteges gyermek volt, viszont rendkívül szorgalmas és öntudatos. Mindig arra törekedett, hogy többet teljesítsen, mint amit fizikailag elbírt volna. 15 évesen - családja terheit enyhítendő - csatlakozni akart a francia hadsereghez, de nem vették fel, így visszatért szüleihez és nyomdászatot tanult. Négy év után ismét a hadsereg felé fordult, 19 évesen 1780. április 23-án kapott helyet az első zászlóaljban a Grenoble tüzérségnél és később a Calais-nál állomásozó helyőrségben. Egy évvel később, 1781-ben fiatal katonaként átkerült a Metz tüzérezredhez és rövid időn belül csapatával útnak indult Santo Domingo-ba, ahol Robert először tapasztalhatta meg az igazi csata ízét.

## A papírgép szabadalmaztatása
28 évesen feladta további katonai karrierjét, majd hazatérése után Párizsban keresett munkát. A nyomdászat felé fordult, Pierre François Didot (1732-1793) essonnes-i papírmalmába került. A 18. század végén ugyanis az essones-i papírmalomban állították elő a forradalmi Franciaország pénzéhez szükséges alapanyagot, amelyből a pénz értéktelenedése miatt egyre többre volt szükség. Didot fia, Saint Léger Didot (1767-1829)    irányítása alatt Robert lett a személyzeti főnök.  Így került szoros kapcsolatba a kézi papírkészítéssel, azt tapasztalta, hogy a munkavállalók fegyelmezetlenek és sok a konfliktus közöttük, így nem termeltek megfelelően. Miután megismerkedett a papírkészítés titkaival, arra törekedett, hogy a termelés mennyiségét növelje. Kidolgozott egy papírgyártó gépet, mely kiszorította a régi kézi folyamatokat. Kezdetben Didot nem támogatta, de később már nagyobb bizalma volt a géphez, és biztatta Robertet, hogy folytassa ötletét.  Pénzügyi támogatást és útmutatást nyújtott neki, így 1798-ban megépíthetett egy kis papírgépet, ám az első modellben sok volt a hiba.  1798. szeptember 9-i, szabadalmat kérő levelében így irt a belügyminiszternek:
"Több éve dolgozom Franciaország legjelentősebb papírmalmainak egyikében. Az volt az álmom, hogy a lapképzés munkafolyamatát leegyszerűsítsem, az előállítási költségek csökkentése és mindenekelőtt korlátlan hosszúságú papírívek előállítása céljából tisztán gépi úton, emberi közreműködés nélkül. Szorgos munka és különféle kísérletek eredményeképpen, mindamellett tetemes kiadásokkal, várakozásom egy gép formájában teljesült. A gép gazdaságosabban és gyorsabban dolgozik, amint az az eddigi módszerekkel lehetséges volt. 60 cm szélességig és 12-15 m hosszúságig lehet rajta papírt előállítani, ha ilyen nagy ívre egyáltalán szükség van."
A szabadalmaztatás 1799. január 18-án történt meg.  A kornak nagy szüksége volt erre a találmányra, az igaz, hogy a gépet még tökéletesíteni kellett, de ez már akkor is hatalmas jelentőségű kezdeményezés volt.

## A papírgép működése
A Robert által megalkotott első papírgép nem volt tökéletes. „Csak” a nedves papírpálya képzésére volt alkalmas, a szárítás műveletét ekkor még külön végezték. Már ezzel is hatalmas változásokat idézett elő, mert a több évszázadon át merítéses technikával készült külön álló lapok korszakát váltotta fel gépével. Találmánya még kézi működtetésű volt, mely egy kádból, 2 hengerből és az ezekre feszített végtelenített fémszitából állt. A találmány lényege a végtelenített szita volt, Robert a végeinél összefont, azaz végtelen dróthálót alkalmazott, amely két, egyirányban forgó henger között kifeszítve haladt, amit alul-fölül angolnabőrrel vont be, hogy a papírmassza ne csorogjon le. A rostpép a szita egyik "végén", vagyis az egyik henger felett ömlött be, amit lapátok mertek ki a kádból és egy terelőn keresztül a szitára öntöttek.
Tehát a korábbiakkal ellentétben a pép önműködően folyt a szitára. A papír folytonossága csak akkor szakadt meg, ha a papírpép folyását megszüntették. A szitán szétterült a víz, egy része a szita lyukain az alatta levő kádba folyt, a rostokból pedig az előrehaladó szitapályán kialakult a nedves papírlap. A szita másik "végén" a préshengerek további jelentős mennyiségű vizet sajtoltak ki belőle. A hengerek között áthaladó szita oldalirányú mozgást végzett. Ezáltal annyira összefüggővé vált a papír, hogy a szitáról le tudták választani. A további kezelések miatt ki kellett göngyölni feltekert állapotából, mert az enyvezés és a felszabdalás még ugyanúgy folyt, mint a kézi merítés korszakában.  A papír méretét már nem határozta  meg a szita nagysága, mert a gépsoron végtelenített hosszúságban lehetett előállítani. A gép maximális működési sebessége körülbelül 20 méter volt percenként, az így előállított papírnak  viszont rosszabb volt a minősége, mint a merítetté.

## A találmány további sorsa

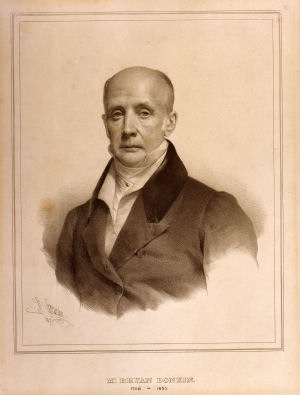
Bryan Donkin

A gép tökéletesítését már nem Robert végezte el. Ötévi munka után befejezte a tervezést, anyagi gondjai miatt eladta a szabadalmi jogot Saint Léger Didot-nak 25000 frankért. A pénzügyi nehézségek a malomban megakadályozták, hogy Robert Didot megfizesse a szabadalmat, és így Robert soha nem látott pénzt felfedezéséből.  Didot a gépet Londonban értékesítette az angol John Gamble-nek 1801-ben. Gamble továbbadta a Fourdrinier-fivéreknek, így az ő birtokukba került a szabadalom. Bryan Donkin mérnököt bízták meg a síkszitás gép tökéletesítésével.   A papírgép még nem volt tökéletes, de már így is napi 4,3-szer akkora volt a termelése, mint egy papírmalomé. További fejlesztések után ők vezették be az első használható gépet 1803-ban, mely 76 cm széles volt és mechanikai hajtással üzemelt. Folyamatosan korszerűsítették a gépet, 1807-ben már piacra is került.
Termelékenységének növekedését úgy érték el, hogy a végtelenített szita szélességét és forgási sebességét növelték. A Robert-féle gép munkaszélessége 0,64 m, gépsebessége 5 m/perc volt és napi termelése 100 kg, a század végére a papírgép termelése elérte a napi 12 tonnát. A Fourdrinier testvérek 1810-ben csődbe mentek, de Donkin folytatta a gép gyártását. Robert nem tudta kihasználni találmánya sikerét, Bryan Donkin volt az egyetlen, aki képes volt pénzügyi sikert elérni a munkájával.  A Donkin-féle papírgépből 1823-ig 38 darab készült el. Papírgépeket elsősorban Angliában gyártottak, és csak 1850 körül kezdték el máshol is előállítani őket. A gép feltalálói nem a Fourdrinier-testvérek voltak, a legtöbb papírgép mégis az ő nevüket viseli.
Robert gépének egy prototípusa ma is megtekinthető a Science Museum-ban Londonban, teljesen működőképes másolatai pedig a berlini Műszaki Múzeumban és az osztrák papírkészítő múzeumban, Laakirchen-Steyrermühlben találhatóak.